# 阿布貝克爾·納西爾
阿布貝克爾·納西爾·艾哈邁德（2000年2月23日—），衣索比亞足球運動員，司職前鋒，效力於南非超超級體育聯（馬姆洛迪日落租借），衣索比亞國家隊成員之一。

## 職業生涯

### 衣索比亞咖啡
2016年，納西爾在離開其第一家俱樂部哈勒爾城後，加盟了常勝軍衣索比亞咖啡。起初他是在二隊踢球，但後來馬上就升上一線隊。2020年，納西爾與俱樂部將合約續至2025年。

### 馬姆洛迪日落
據報導，在2021年，南非聯的兩家俱樂部：凱薩酋長和馬姆洛迪日落正垂延這位衣索比亞天才。除此之外，一些埃及和阿爾及利亞的俱樂部也對他提供報價。據《KickOff》的報導，衣索比亞咖啡已拒絕坦尚尼亞俱樂部阿扎姆的報價。另，納西爾有收到來自喬治亞和西班牙低級聯賽之俱樂部的邀請。

#### 租借至超級體育聯
時任馬姆洛迪日落教練曼科巴·蒙奇蒂確認納西爾將租借加盟超級體育聯。

## 國家隊生涯
比分左側為查德得分數
| No. | 日期           | 場地                                      | 對手       | 得分 | 結果 | 比賽性質               |
| --- | -------------- | ----------------------------------------- | ---------- | ---- | ---- | ---------------------- |
| 1   | 2021年3月17日  | 衣索比亞巴赫達爾巴赫達爾體育場            | 马拉维     | 4–0  | 4–0  | 友誼賽                 |
| 2   | 2021年3月24日  | 衣索比亞巴赫達爾巴赫達爾體育場            | 马达加斯加 | 3–0  | 4–0  | 2021年非洲國家盃外圍賽 |
| 3   | 2021年8月30日  | 衣索比亞巴赫達爾巴赫達爾體育場            | 乌干达     | 1–0  | 2–1  | 友誼賽                 |
| 4   | 2021年11月14日 | 辛巴威哈拉雷國家體育場                    | 辛巴威     | 1–1  | 1–1  | 2022年世界盃外圍賽     |
| 5   | 2022年6月5日   | 馬拉威利隆圭賓古國家體育場                | 马拉维     | 1–2  | 1–2  | 2023年非洲國家盃外圍賽 |
| 6   | 2025年3月24日  | 摩洛哥傑迪代本·穆罕默德·埃爾·阿卜迪體育場 |            | 2–0  | 6–1  | 2026年世界盃外圍賽     |
| 7   | 2025年3月24日  | 摩洛哥傑迪代本·穆罕默德·埃爾·阿卜迪體育場 | 3–0        |      | 6–1  | 2026年世界盃外圍賽     |
| 8   | 2025年3月24日  | 摩洛哥傑迪代本·穆罕默德·埃爾·阿卜迪體育場 | 5–1        |      | 6–1  | 2026年世界盃外圍賽     |

## 外部連結
- worldfootball.net：阿布貝克爾·納西爾之統計數據 （英文）